# Mauke (circonscription)
Inscrits : 230 (2006)
La circonscription électorale de Mauke est l'une des 24 circonscriptions des iles Cook, représentant les habitants de l'île de Mauke. Longtemps bastion du Cook Islands Party, la circonscription bascula en 1999 du côté du Democratic Party avec l'élection de Mapu Taia qui fut réélu à ce siège en 1999 et 2004. 

## Source
- Constitution des îles Cook